# Valmy

Valmy este o comună în departamentul Marne, Franța. În 2009 avea o populație de 284 de locuitori.